# Schizonycha lebidis
Schizonycha lebidis är en skalbaggsart som beskrevs av Clifford Hillhouse Pope 1960. Schizonycha lebidis ingår i släktet Schizonycha och familjen Melolonthidae. Inga underarter finns listade i Catalogue of Life.